# Ionophor
Ein Ionophor ist ein Molekül, das Ionen durch eine Membran transportiert.
Einige Bakterien bilden Ionophore, also Moleküle, die die Permeabilität von Membranen für Ionen erhöhen. Oft haben solche Moleküle eine antibiotische Wirkung, da sie Ionenkonzentrationsgefälle abbauen. Manche Ionophore werden von Bakterien als porenbildendes Toxin verwendet. Man unterscheidet Carrier-Ionophore und kanalbildende Ionophore:
- Carrier-Ionophore binden Ionen, diffundieren durch die Zellmembran und setzen die Ionen auf der anderen Seite wieder frei.
- Kanalbildende Ionophore sind kleine Proteine (Peptide), die Poren oder Transmembrankanäle bilden, durch die die entsprechenden Ionen diffundieren können (Ionenkanäle).
- Chromoionophore tragen chromophore Gruppen und sind z. B. Kronenether, die bei Komplexierung mit Metallionen zu einer Farbänderung führen.

## Beispiele
- 2,4-Dinitrophenol (H+-Carrier, Protonophor)
- Calixarene (Pb2+),[1] s. a. Beispiele Chromoionophore
- Fusafungin (Alkali-Kationentransport)[2]
- Gramicidin A (K+-Kanal) (H+, Na+)
- Ionomycin (Ca2+-Carrier)[3]
- Kronenether (Na+, K+)
- Nystatin (K+-Kanal)
- Porphyrin (NO2−)
- Salinomycin (K+)
- Valinomycin (K+-Carrier)

### Beispiele Chromoionophore
- Calixarene (Cs, Rb), z. B. ein Bis(arylazo)calix[5]aren-Kronenether-Derivat[4]
- Diaza-18-kron-6-ether-Chromoionophore (Ca)[5]

### Beispiele für weitere Ionophore
- Calcimycin (A23187) (Ca2+)
- Beauvericin (Ca2+, Ba2+)
- Enniatin (Ammonium)
- FCCP (Carbonylcyanide-p-trifluoromethoxyphenylhydrazon) (H+-Carrier, Protonophor) und CCCP (Carbonylcyanid-m-chlorophenylhydrazon) (H+-Carrier, Protonophor)
- Lasalocid
- Macrocycle (NO3−)
- Monensin (Na+/H+-Austauscher)
- Nigericin (K+, H+, Pb2+)
- Nonactin (Ammonium ionophore I)
- Perfluoroctansulfonamid (H+)